# Hans Weidtman
Hans Weidtman (* 21. März 1894 in Dortmund; † 4. Februar 1977 in Freiburg im Breisgau) war ein deutscher Bankmanager und Direktor der Deutschen Bank-Filialen in Düren, Sofia und Istanbul.

## Leben und Wirken
Hans Weidtman war der Sohn des Bergbaumanagers Victor Weidtman und der Adele Grach (1862–1944) sowie Bruder von Maria Weidtman, die den Landgerichtsrat Hugo Cadenbach geheiratet hatte. Nachdem seine Eltern 1908 nach Aachen verzogen waren, wo sie das Schloss Rahe in Aachen erworben hatten, durchlief Hans Weidtman nach seiner Schulzeit von 1911 bis 1913 eine Bankausbildung bei der Aachener Filiale der Bergisch-Märkischen Bank. Während des Ersten Weltkrieges diente er zunächst im Kürassier-Regiment „Graf Gessler“ (Rheinisches) Nr. 8 und wurde später noch zum Flugzeugführer ausgebildet. Ausgezeichnet mit dem EK I beendete er dann als Leutnant der Reserve seinen Kriegsdienst und wurde von der Deutschen Bank übernommen, in die 1914 die Bergisch-Märkische Bank überführt worden war.
Bereits nach wenigen Jahren übertrug ihm die Deutsche Bank die Leitung der Filiale in Düren. 1925 wurde er dann nach Sofia versetzt, wo er zunächst als stellvertretender Direktor und ab 1929 als Direktor die Leitung der dortigen Filiale übernahm. Weidtman war von 1920 bis 1925 im Schulvorstand der deutschen Auslandsschule in Sofia aktiv. Anschließend hatte er den Vorsitz im Verwaltungsausschuss der deutschen Schulen in Bulgarien inne und setzte sich dabei maßgeblich für den Neubau des dortigen Schulgebäudes im Jahr 1930 ein. Zu diesem Zweck wurde er auch Mitglied im Verwaltungsrat der „Pestalozzi AG“, welche ausschließlich für den Erwerb des benötigten Grundstückes und der Errichtung der Schule zuständig war. Als besonderes Geschenk vermachte Weidtman dem neuen Gebäudekomplex auch ein eigenes Schwimmbecken. Am 27. April 1931 wurde Weidtman von der Schulleitung feierlich verabschiedet, nachdem er berufsbedingt zur Istanbuler Filiale der Deutschen Bank wechseln musste.
Dort wurde Weidtman als zweiter Direktor neben Edmund Goldenberg und ab 1938 zusammen mit Kurt Hausmann als Co-Direktor anstelle des wegen seiner jüdischen Abstammung hinausgedrängten Edmund Goldenberg eingesetzt. Zu diesem Zeitpunkt war diese Filiale der Deutschen Bank neben der Deutschen Orientbank die einzige noch verbliebene Auslandsvertretung eines deutschen Bankhauses im Ausland, über die ein Großteil des Handels mit geraubtem Gold abgewickelt wurde. Die Deutsche Bank verwaltete Golddepots für die Botschaften in Ankara und Istanbul sowie für das Konsulat in Istanbul und für zahlreiche höhere Botschafts- und Konsularbeamte. Dies war auch einer der Gründe dafür, weswegen der amtierende Botschafter in Istanbul, Franz von Papen, es ablehnte, Weidtman 1939 als Handelsattaché an die Botschaft zu holen, wie es Hermann Josef Abs, Vorstandsmitglied und verantwortlich für die Auslandsgeschäfte der Berliner Bankzentrale, vorgesehen hatte, weil von Papen, der selbst ein Golddepot bei der Deutschen Bank unterhielt, ihn als Leiter der Istanbuler Filiale für unverzichtbar erklärte.
Am 3. August 1944 brachen nach dem Abbruch der diplomatischen Beziehungen auch die Türkisch-Deutschen Geschäftsbeziehungen zusammen und Weidtman geriet in türkische Gefangenschaft und kam wie sein Co-Direktor zunächst in ein türkisches Internierungslager und wurde von dort aus in das Lager der Deutschen Schule Istanbul und später nach Kırşehir verlegt. Nach Kriegsende wurde Weidtman den amerikanischen Streitkräften übergeben, die ihn zunächst in ein Lager nahe Pisa und später nach Hohenasperg brachten, während seine Familie wieder nach Istanbul zurückkehren konnte. Nach seiner Entlassung aus der Internierung sah Weidtman zunächst noch keine Möglichkeit, nach Istanbul zurückzukehren und übernahm daraufhin bis 1951 einen Auftrag als Chargé de Mission der Banque de la Société Générale mit Sitz in Frankfurt am Main. Im Anschluss daran wechselte er schließlich doch wieder nach Istanbul, wo er als selbstständiger Kaufmann für verschiedene amerikanische Firmen und als Berater für die Türkische Zentralbank arbeitete und unter anderem an der Liquidation der ehemaligen Filiale der Deutschen Bank unterstützend mitwirkte.
Während seiner Zeit in Istanbul hatte Weidtman sich auch hier maßgeblich für die Belange der Deutschen Schule Istanbul eingesetzt. Darüber hinaus war er seit 1919 Mitglied im Club Aachener Casino. Im Jahr 1959 erhielt er das Große Bundesverdienstkreuz des Verdienstordens der Bundesrepublik Deutschland. Hans Weidtman verbrachte seinen Lebensabend in der Türkei.
Hans Weidtman war verheiratet mit Susanne Marie Valentine Tramsen (* 1909), Tochter des Kaufmanns Georg Hans Andreas Tramsen (* 1881) aus Flensburg, mit der er mehrere Kinder hatte.